# Topolóka
Topolóka (1899-ig Toplovka, szlovákul: Topoľovka) község Szlovákiában, az Eperjesi kerület Homonnai járásában.

## Fekvése
Homonnától 8 km-re délnyugatra, a Laborc és az Ondava között található.

## Története
A község határában régészek több, mint 30 hamvasztásos sírt találtak, melyeket a 10.–11. századra kelteztek és szláv eredetűnek tartanak.
A települést valószínűleg a 14. században, a német jog alapján történt soltész általi betelepítéssel alapították. Első írásos említése 1479-ben történt, amikor a Drugeth család barkói uradalmához tartozott, később a homonnai uradalom része lett. A falu első fatemploma a 15. században, vagy a 16. század elején épült. A templomról az első írásos említés a 16. század közepéről származik, amikor már plébániája is működött. 1567-ben az adóösszeírás szerint 7 jobbágy és 4 zsellér háztartás volt a településen, ezen kívül egy szabad család is élt itt, mely nem fizetett adót. 1582-ben a falu 7 és fél portáig adózott. 1600-ban 10 adózója volt, ekkor a faluban templom, plébánia és iskola is állt. Topolóka a közepes nagyságú falvak közé számított. A 16. és 17. század fordulójától a 18. századig a templom az evangélikusoké volt.
A 17. században jobbágyai elszegényedtek. 1610-ben az itteni  jobbágyok és zsellérek csak háromnegyed portáig adóztak, rajtuk kívül a faluban három, a soltész birtokában levő háztartás is volt. 1623-ban a két soltész háztartás mellett 11 jobbágy háztartás található a községben, közülük két egész, hat fél és három negyed jobbágytelek volt. A 17. század közepén a birtokos Drugeth család kastélyt építtetett ide. 1715-ben 10, 1720-ban 15 jobbágy háztartás adózott. Ekkor a faluban malom is működött. Topolóka határában a középkorban még két másik falu is állt: Ivánvágása és Szalóka, melyek azonban elpusztultak a századok során.
A 18. század végén Vályi András így ír róla: „TOPOLOKA. Tót falu Zemplén Várm. földes Ura Szirmay Uraság, lakosai katolikusok, fekszik Leszkóczhoz nem meszsze, és annak filiája; határja 2 nyomásbéli, szőleje nintsen, piatza Homonnán.”
1828-ban 42 házában 324 lakos élt.
Fényes Elek 1851-ben kiadott geográfiai szótárában így ír a faluról: „Topoloka, tót falu, Zemplén vgyében, Leszkócz fil., 260 római, 46 gör. kath., 10 zsidó lak., 857 hold szántófölddel, kastélylyal. F. u. Szirmay. Ut. p. Nagy-Mihály.”
Borovszky Samu monográfiasorozatának Zemplén vármegyét tárgyaló része szerint: „Topolóka, tót kisközség 84 házzal és 433 róm. kath. vallású lakossal. Postája, távírója és vasúti állomása Homonna. A homonnai uradalom tartozéka volt s a XVII. században a Szirmayak lettek az urai, kik itt kastélyt is építtettek, melyet a Szerviczkyek a mult század hatvanas éveiben, a mikor ők voltak a birtokosai, megujítottak. A XVII. század vége felé még a Széchyeknek is volt itt részük. Róm. kath. temploma 1748-ban épült s az egyház érdekes régi kelyhet őriz.”
1920 előtt Zemplén vármegye Homonnai járásához tartozott.

## Népessége
| Év:            | 1994. | 2004.   | 2014.   | 2024.   |
| -------------- | ----- | ------- | ------- | ------- |
| Emberek száma: | 812   | 823     | 815     | 807     |
| Eltérés:       |       | +1,35 % | -0,97 % | -0,98 % |

| Év:            | 2023. | 2024.   |
| -------------- | ----- | ------- |
| Emberek száma: | 811   | 807     |
| Eltérés:       |       | -0,49 % |

1910-ben 525, többségben szlovák lakosa volt, jelentős lengyel kisebbséggel.
2001-ben 800 lakosából 788 szlovák volt.
2011-ben 831 lakosából 783 szlovák és 13 roma.

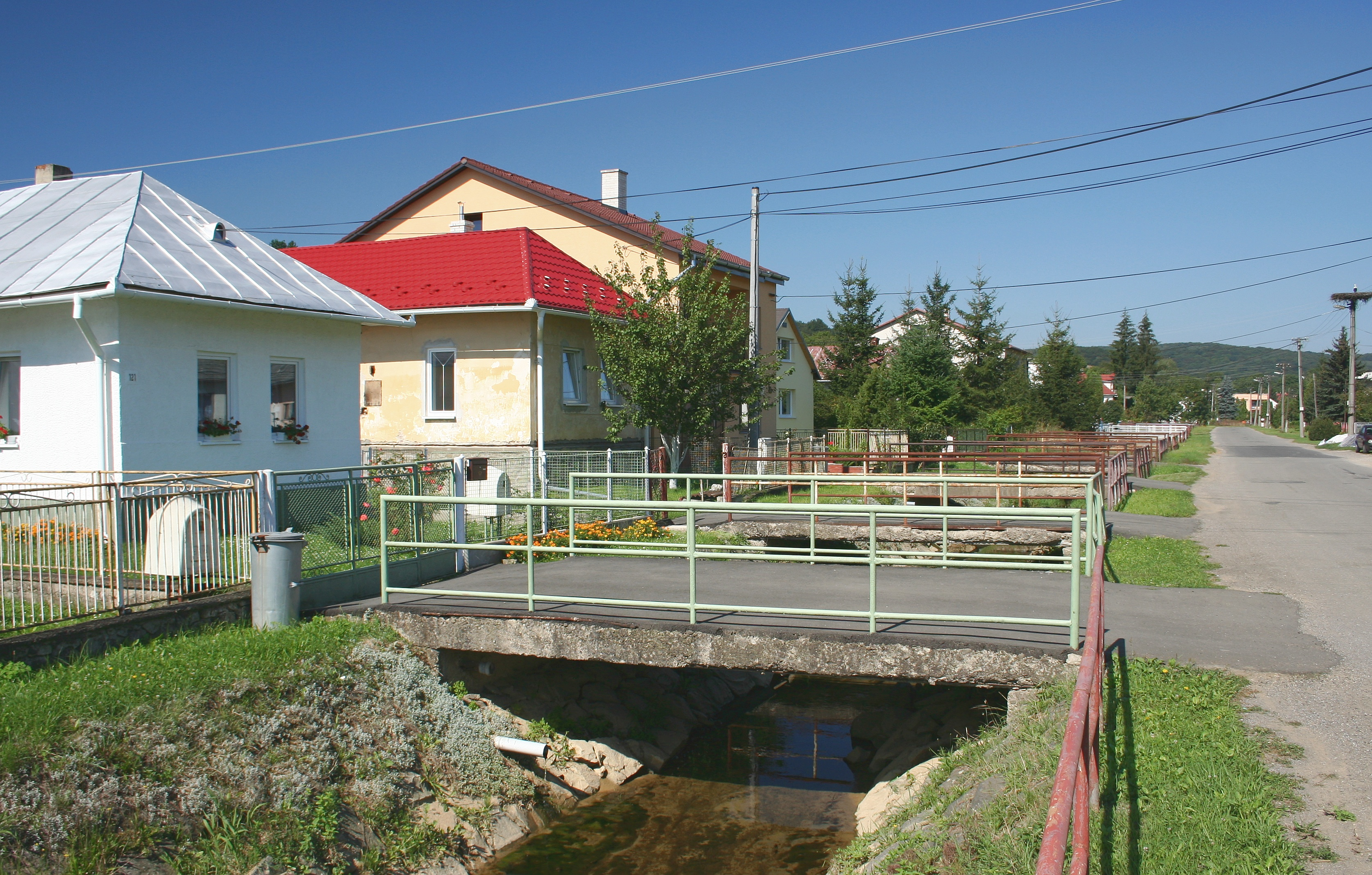
Utcarészlet

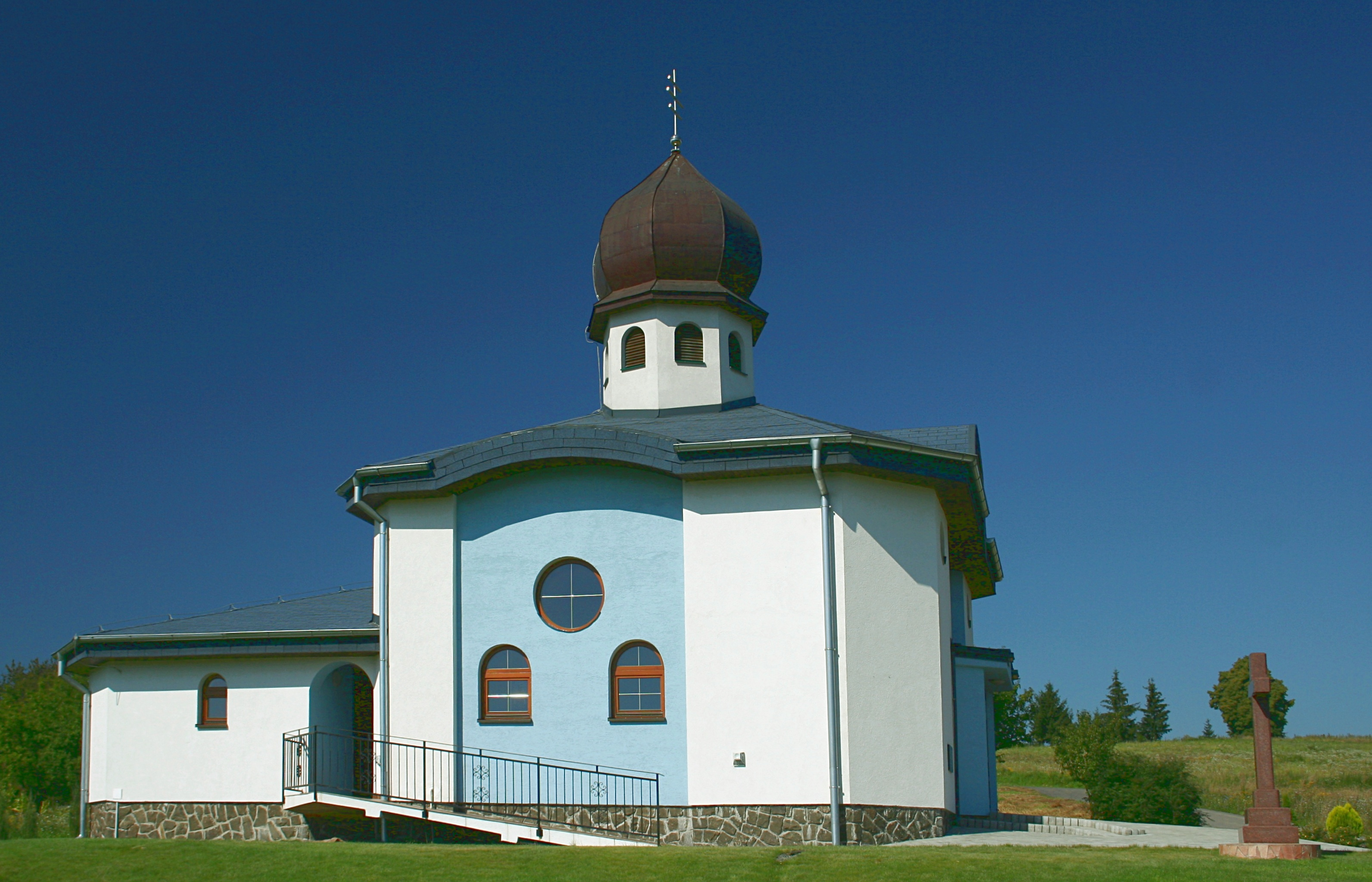
A modern görögkatolikus templom

## Nevezetességei
- A temetőben álló Nagyboldogasszony tiszteletére szentelt, római katolikus temploma 1748-ban épült.
- A Szűz Mária Születése tiszteletére szentelt római katolikus temploma 1779-ben épült.
- A falu görögkatolikus temploma új építmény.

## Testvérvárosa
Bukowsko (Lengyelország)

## Külső hivatkozások
- Az alapiskola honlapja
- E-obce.sk Archiválva 2010. július 28-i dátummal a Wayback Machine-ben
- Községinfó
- Topolóka Szlovákia térképén
- Eobec.sk